# Acanthoibidion
Acanthoibidion is een kevergeslacht uit de familie van de boktorren (Cerambycidae). De wetenschappelijke naam van het geslacht werd voor het eerst geldig gepubliceerd in 1959 door Lane.

## Soorten
Acanthoibidion is monotypisch en omvat slechts de volgende soort:
- Acanthoibidion chevrolatii (White, 1855)